# Alexeï Mechkov
Pour les articles homonymes, voir Mechkov.
 (avril 2017).
Si vous disposez d'ouvrages ou d'articles de référence ou si vous connaissez des sites web de qualité traitant du thème abordé ici, merci de compléter l'article en donnant les références utiles à sa vérifiabilité et en les liant à la section « Notes et références ».
Alexeï Iourievitch Mechkov (en russe : Алексей Юрьевич Мешков), né le 22 août 1959 à Moscou, est un diplomate russe, vice-ministre des Affaires étrangères de la fédération de Russie de 2012 à 2017 et ambassadeur de la fédération de Russie en France depuis 2017.

## Carrière
Il termine en 1981 l'institut d'État des relations internationales de Moscou, puis entre au ministère des Affaires étrangères. Il est attaché puis troisième secrétaire à l'ambassade d'URSS en Espagne, jusqu'en 1986. De 1986 à 1992, il est troisième, puis deuxième et premier secrétaire et enfin chef du département technico-scientifique du ministère des Affaires étrangères. Ensuite jusqu'en 1997 il retourne à Madrid où il est conseiller d'ambassade, puis il passe une année à Moscou au ministère en tant que vice-directeur du département de coopération paneuropéenne. De 1998 à 2001, Alexeï Mechkov est chef du département de la planification de politique internationale, puis directeur. Il devient membre du collège des ministres.
Du 6 septembre 2001 au 20 janvier 2004, Alexeï Mechkov est vice-ministre des Affaires étrangères de Russie,. Il convoque l'ambassadeur de France, Claude Blanchemaison, en octobre 2002, ayant appris que la France avait ouvertement permis à Paris au théâtre de la Colline une conférence des islamistes tchétchènes quelques jours auparavant. Au cours de cette démarche[pas clair] officielle, Alexeï Mechkov lui déclare que « toute action de la sorte est en contradiction directe avec les termes de la résolution 1373 du Conseil de sécurité de l'ONU qui stipule l'interdiction de quelque soutien que ce soit à des terroristes internationaux. »
Ensuite, jusqu'au 14 décembre 2012, il est ambassadeur extraordinaire et plénipotentiaire en Italie,. Il représente également la Russie à Saint-Marin et à la FAO,. Il est de nouveau nommé vice-ministre des Affaires étrangères, le 25 décembre 2012,.
Le 23 octobre 2017, il est nommé ambassadeur de la fédération de Russie en France et à Monaco,.
Outre le russe, Alexeï Mechkov parle couramment l'anglais, l'espagnol et l'italien. Il est marié et père de quatre enfants (deux garçons et deux filles) et grand-père de deux petits-fils. Bien qu'ambassadeur en France, et contrairement à ses prédécesseurs, ce diplomate ne parle pas le français et doit se déplacer avec une interprète.
Invité à la chaîne de télévision française Cnews le 4 octobre 2022, dans le cadre du conflit russo-ukrainien, il déclare en réponse aux questions des journalistes : « Il n'y a pour l'instant aucune raison que la Russie fasse usage d'armes nucléaires tactiques. »

## Distinctions
- Officier de l'ordre de Saint-Charles